# Tenggaravisslare
Tenggaravisslare (Pachycephala fulvotincta) är en fågel i familjen visslare inom ordningen tättingar.

## Utseende och läte
Orangebröstad visslare är en medelstor tätting. Hanen är färgglad med huvudet tecknat i svart och vitt och lysande gult i ett halsband, på bröstet och på buken. Honan är påtagligt mer färglös, brunaktig med ljusare undersida, vitaktig strupe och gul undergump. Fåglar på ön Salayar är dock mycket avvikande, där könen liknar varandra med vit strupe, grått huvud och olivgrön rygg. Sången är ljudlig och livfull.

## Utbredning och systematik
Tenggaravisslare delas upp i fem underarter med följande utbredning:
- Pachycephala calliope everetti – förekommer på Tanahjampea, Kalaotoa och Maduöarna i Floressjön
- Pachycephala calliope javana – förekommer på östra Java och Bali
- Pachycephala calliope fulvotincta – förekommer på västra Små Sundaöarna (från Sumbawa till Alor)
- Pachycephala calliope fulviventris – förekommer på Sumba (Små Sundaöarna)
- Pachycephala calliope calliope – förekommer på Timor, Semau och Wetar i östra Små Sundaöarna

Tidigare inkluderades fördes selayarvisslaren (P. teysmanni) i arten, men denna urskiljs sedan 2024 som en egen art. Å andra sidan placerades taxonet calliope tidigare i arten bandavisslare (P. macrorhyncha), men genetiska studier visar att den är närbesläktad med fulvotincta och har därför förts hit. I samband med flytten ändrades artepitetet från fulvotincta till calliope som har prioritet. Vidare justerades det svenska trivialnamnet, från det tidigare orangebröstad visslare. 

## Levnadssätt
Tenggaravisslare hittas i skogsområden där den plockar insekter från lövverket.

## Status
IUCN kategoriserar arten som livskraftig, men inkluderar ej nominatformen calliopeä i bedömningen.